# La Loi du marché
La Loi du marché is een Franse film uit 2015, geregisseerd door Stéphane Brizé. De film ging in première op 18 mei op het Filmfestival van Cannes.

## Verhaal
Thierry, een vijftiger, vindt nieuw werk als veiligheidsagent in een supermarkt na maanden werkloosheid. Nadat hem gevraagd wordt om zijn collega’s te bespioneren, komt hij voor een moreel dilemma te staan.

## Rolverdeling
| Acteur           | Personage |
| ---------------- | --------- |
| Vincent Lindon   | Thierry   |
| Soufiane Guerrab | Jongeman  |

## Prijzen en nominaties
| jaar | prijs                   | categorie    | genomineerde(n) | uitslag     |
| ---- | ----------------------- | ------------ | --------------- | ----------- |
| 2015 | Filmfestival van Cannes | Beste acteur | Vincent Lindon  | Gewonnen    |
| 2015 | Prix Lumières           | Beste acteur | Vincent Lindon  | Gewonnen    |
| 2016 | César                   | Beste film   | Beste film      | Genomineerd |
| 2016 | César                   | Beste acteur | Vincent Lindon  | Gewonnen    |